# Henri Van Cutsem

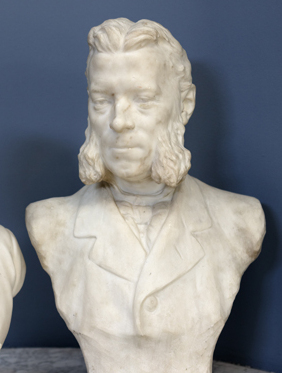
Borstbeeld van Van Cutsem gemaakt door Guillaume Charlier

Henri Emile Van Cutsem (Brussel, 25 december 1839 - Ochamps, 13 september 1904) was een Belgisch kunstverzamelaar en mecenas.
Deze welvarende Brusselse industrieel was eigenaar van het chique Hotel de Suède. Na de dood van zijn broer, zijn enige zoontje en zijn vrouw Laure, zocht hij troost in de schone kunsten. Vanaf zijn 35e bouwde hij aan zijn verzameling, de Collectie Van Cutsem, voornamelijk gericht op eigentijdse Belgische kunst. Ook enkele buitenlandse kunstenaars vielen in zijn smaak. Hij was een van de weinigen die werk kochten van Vincent van Gogh tijdens diens leven, namelijk twee tekeningen (waaronder Olijfbomen in Montmajour uit 1888).
Hij steunde ook actief zijn vrienden-kunstenaars en nodigde hen geregeld uit voor diners en concerten. Dit gebeurde zowel thuis als in zijn villa op de zeedijk in Blankenberge. Kunstschilder Guillaume Van Strydonck legde zo'n bijeenkomst in Blankenberge vast. Van Cutsems mecenaat kon ook de vorm aannemen van reisbeurzen of medische verzorging. Het gebeurde ook dat hij een artiest een atelier aanbood of zelfs een mausoleum liet bouwen (voor Henri de Braekeleer in Antwerpen).
Met architect Victor Horta had van Cutsem een nauwe band. In het prille begin van zijn carrière mocht hij tentoonstellingsgalerijen aanbouwen tegen Van Cutsems huis aan de Kunstlaan (1890). De mecenas liet hem ook een woning ontwerpen voor kunstcriticus Sander Pierron, waarvan hij minstens een deel van de kosten op zich nam. In 1903 ontwierp Horta de Grand Bazar op de Anspachlaan, een warenhuis dat in de plaats kwam van het Hôtel de Suède en waarvan Van Cutsem aandeelhouder was. Ook de opdracht voor het Museum voor Schone Kunsten van Doornik leidde terug naar de mecenas: dit museum was namelijk mee door hem gefinancierd zodat hij er zijn kunstcollectie zou kunnen herbergen.
Oorspronkelijk was het zijn bedoeling geweest om de collectie als geheel aan de staat te schenken, maar dat stootte op onwil van de bevoegde hoge ambtenaar. Zo kwam het dat Van Cutsem zijn plannen wijzigde. Hij onderhandelde met zowel de gemeente Sint-Joost-ten-Node als de stad Doornik. Uiteindelijk liet hij zijn kunstcollectie na aan zijn boezemvriend Guillaume Charlier, die uitvoering gaf aan zijn wensen. Een deel van de werken vond onderdak in het pand aan de Kunstlaan, het huidige Charliermuseum. De beste werken gingen naar het museum in Doornik, dat opende in 1928 en ook plaats bood aan de andere kunstcollecties van de stad.
Henri Van Cutsem overleed in 1904 op zijn landgoed in Ochamps aan een longaandoening.